# آهارون رازین
آهارون رازین (انگلیسی: Aharon Razin; ۶ آوریل ۱۹۳۵ – ۲۷ مه ۲۰۱۹ (aged 84)) دانشمند در زمینه زیست‌شیمی اهل اسرائیل بود.
وی همچنین برندهٔ جوایزی همچون جایزه ولف در پزشکی، جایزه اسرائیل، و جایزه لوئیزا گراس هوروویتس شده‌است.